# 埃米琳島

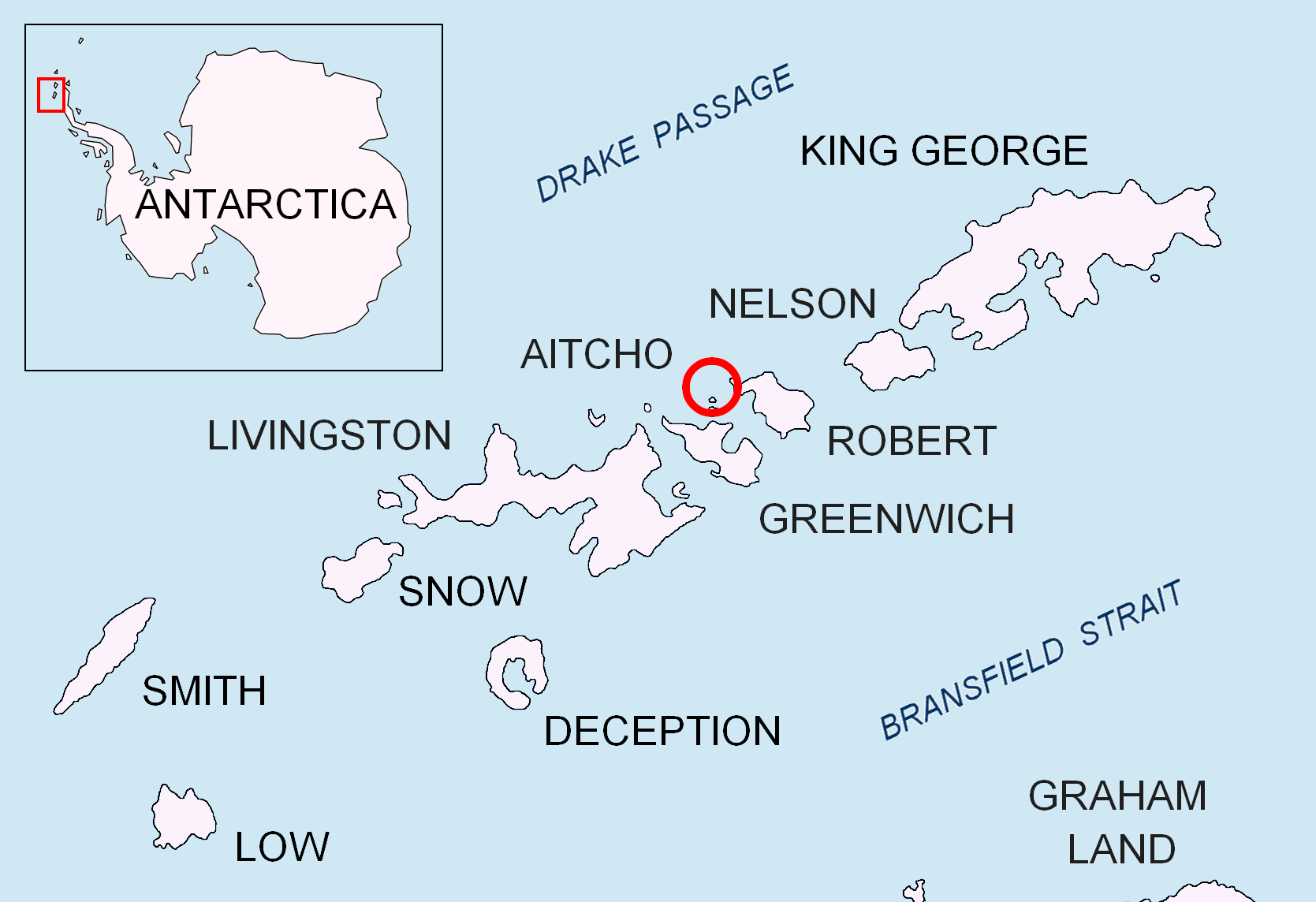

埃米琳島（英語：Emeline Island）是南極洲的島嶼，屬於南設得蘭群島中艾秋群島的一部分，位於帕薩雷爾島西北0.65公里、比利亞納島西南1.45公里和里克薩群島西南0.65公里，長0.55公里、寬0.32公里，面積0.18平方公里。

## 外部連結
- SCAR Composite Antarctic Gazetteer（页面存档备份，存于）.

62°23′29.3″S 59°47′35″W / 62.391472°S 59.79306°W